# Giải vô địch bóng đá châu Âu 2028
Giải vô địch bóng đá châu Âu 2028, thường được gọi là UEFA Euro 2028 hay đơn giản là Euro 2028, sẽ là giải đấu thứ 18 của Giải vô địch bóng đá châu Âu, giải vô địch bóng đá nam quốc tế 4 năm 1 lần châu Âu do UEFA tổ chức. Giải sẽ được diễn ra tại hai quốc gia Vương quốc Liên hiệp Anh và Bắc Ireland cùng với Cộng hòa Ireland vào tháng 6 đến tháng 7 năm 2028. Đây là lần thứ ba Anh (England) tổ chức giải đấu này sau năm 1996 và một số trận của giải năm 2020 tại London, lần thứ hai Scotland tổ chức sau khi đăng cai tổ chức một số trận của giải năm 2020 tại Glasgow, và cũng là lần đầu tiên Cộng hòa Ireland, Bắc Ireland và Wales tổ chức giải đấu này.
Tây Ban Nha là đương kim vô địch của giải đấu sau khi đánh bại Anh trong trận chung kết năm 2024

## Quá trình đấu thầu

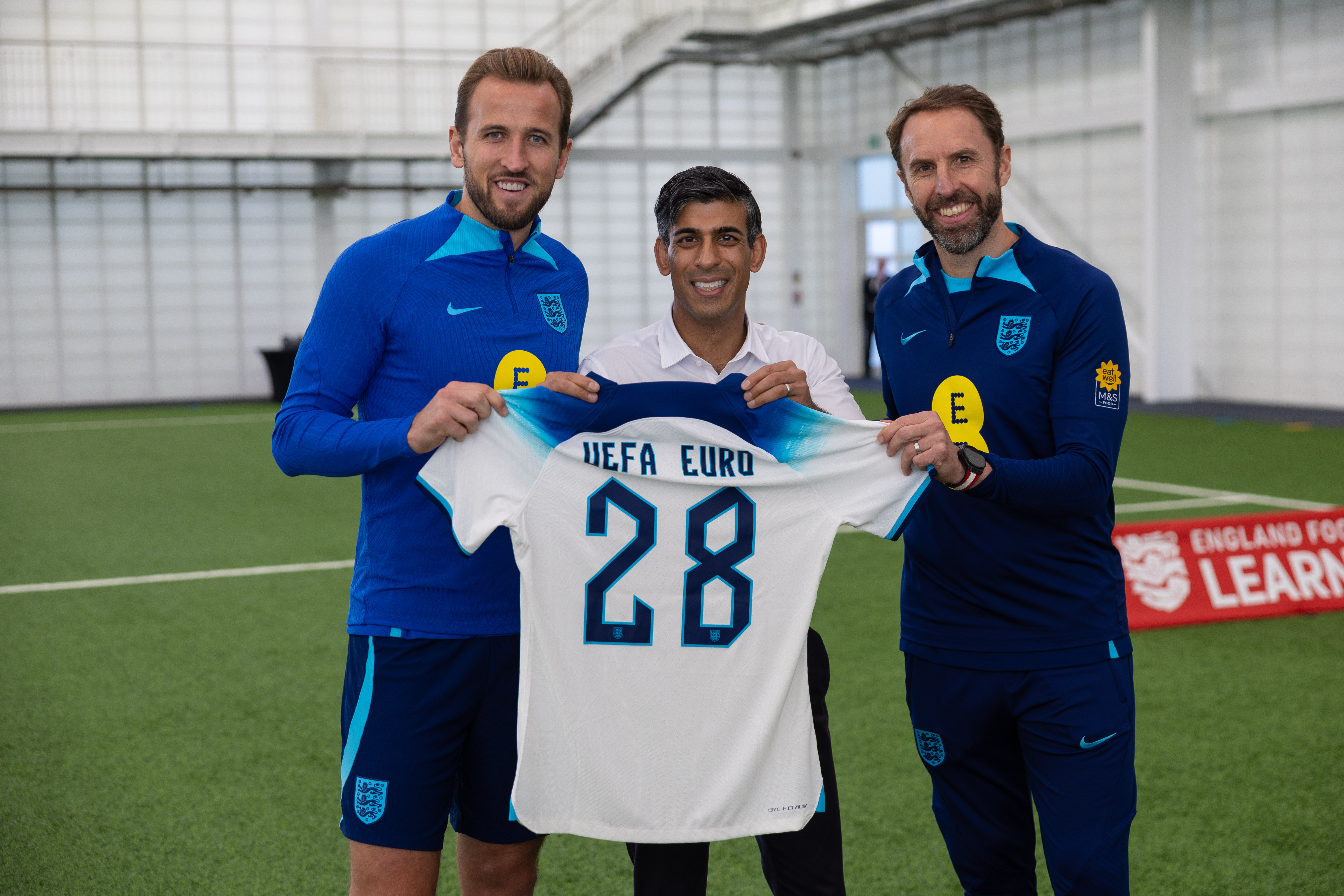
Thủ tướng Anh Rishi Sunak cùng với Harry Kane và Gareth Southgate thông báo rằng giải đấu sẽ diễn ra tại Anh và Ireland ở St George's Park vào tháng 10 năm 2023.

Các quốc gia phải nộp hồ sơ dự thầu với mười sân vận động, trong đó một sân vận động phải có 60.000 chỗ ngồi, một trong số đó (tốt nhất là hai sân vận động) phải có 50.000 chỗ ngồi, bốn trong số đó phải có 40.000 chỗ ngồi và ba trong số đó phải có 30.000 chỗ ngồi.
| Quốc gia                           | Số phiếu |
| ---------------------------------- | -------- |
| Vương quốc Anh và Cộng hòa Ireland | Ưu tiên  |

## Vòng loại
Theo quy định của UEFA, chỉ có tối đa 2 hiệp hội quốc gia được đảm bảo suất chủ nhà cho 1 giải đấu. Với trường hợp của Euro 2028, 2 quốc gia được chọn để đăng cai là Vương quốc Liên hiệp Anh và Bắc Ireland cùng với Cộng hòa Ireland. Tuy nhiên Vương quốc Anh là trường hợp khá đặc biệt: không có đội tuyển bóng đá quốc gia đại diện cho toàn bộ vương quốc, và các quốc gia cấu thành vương quốc là Anh, Bắc Ireland, Scotland, Wales sở hữu các đội tuyển quốc gia đại diện riêng. Do vậy, có tới tổng cộng 5 đội tuyển quốc gia gồm Anh, Bắc Ireland, Scotland, Wales và Cộng hòa Ireland được tính là đội tuyển quốc gia chủ nhà, nên vẫn chưa rõ đội nào sẽ lấy suất bằng con đường đặc cách. Một trong những kế hoạch đang được đề xuất là cả 5 đội tuyển chủ nhà cùng tham dự vòng loại, và 2 suất sẽ được để dành cho những đội không vượt qua vòng loại. Nếu có từ 3 đội tuyển chủ nhà trở lên không vào được vòng chung kết qua cửa vòng loại, chỉ hai đội có thành tích tốt nhất trong số họ sẽ giành vé.
Thể thức vòng loại có sự thay đổi so với các vòng loại trước, trong đó 55 đội được chia làm 12 bảng (7 bảng 5 đội và 5 bảng 4 đội); đội đầu bảng sẽ trực tiếp giành quyền vào vòng chung kết, còn đội nhì bảng sẽ dự vòng chung kết hoặc vòng play-off, tùy từng trường hợp.
Ngày 21 tháng 5 năm 2025, UEFA chính thức xác nhận thể thức thi đấu. Tại vòng loại bảng, cả 4 đội tuyển quốc gia chủ nhà, bao gồm Anh, Scotland, Wales và Cộng hòa Ireland đều sẽ tham dự vòng loại, nhưng sẽ được chia vào các bảng đấu khác nhau. 12 đội nhất bảng và 8 đội nhì bảng có thành tích tốt nhất sẽ có vé trực tiếp vào vòng chung kết. Sau đó, trong số các đội chủ nhà không giành vé trực tiếp, 2 đội có thành tích tốt nhất (dựa trên bảng xếp hạng tổng của vòng loại bảng) cũng sẽ giành quyền tham dự. Nếu có từ 3 đội chủ nhà trở lên đứng đầu bảng hoặc nằm trong nhóm 8 đội nhì bảng có thành tích tốt nhất, các suất còn trống sẽ được chuyển sang vòng play-off. Vòng play-off sẽ quyết định từ 2 đến 4 suất vào vòng chung kết (tùy vào thành tích của các đội chủ nhà), bao gồm các đội nhì bảng chưa giành vé và các đội từ UEFA Nations League.

## Địa điểm
Ngày 12 tháng 4 năm 2023, Vương quốc Anh và Cộng hòa Ireland công bố 10 sân vận động được sử dụng làm nơi diễn ra các trận đấu. Trong số này sân vận động Anfield và sân vận động Old Trafford không có tên trong danh sách do không kịp hoàn thành việc nâng cấp sửa chữa.
Cuối năm 2024, ban tổ chức rút dự án sân vận động Casement Park tại Bắc Ireland. Thông báo chính thức cho biết Bắc Ireland sẽ không tổ chức các trận đấu, và cũng mất suất ưu tiên chủ nhà.
| London                  | London | Manchester                                                                                                   | Liverpool |
| ----------------------- | --- | --- | --- |
| Sân vận động Wembley    | Sân vận động Tottenham Hotspur                                                                               | Sân vận động Thành phố Manchester                                                                            | Sân vận động Everton                                                                                         |
| Sức chứa: 90,652        | Sức chứa: 62,322                                                                                             | Sức chứa: 61,000                                                                                             | Sức chứa: 52,888                                                                                             |
|                         | | | |
| Newcastle               | LondonCardiffManchesterLiverpoolNewcastleBirminghamGlasgowDublin Vị trí các sân vận động của UEFA Euro 2028. | LondonCardiffManchesterLiverpoolNewcastleBirminghamGlasgowDublin Vị trí các sân vận động của UEFA Euro 2028. | LondonCardiffManchesterLiverpoolNewcastleBirminghamGlasgowDublin Vị trí các sân vận động của UEFA Euro 2028. |
| St James' Park          | LondonCardiffManchesterLiverpoolNewcastleBirminghamGlasgowDublin Vị trí các sân vận động của UEFA Euro 2028. | LondonCardiffManchesterLiverpoolNewcastleBirminghamGlasgowDublin Vị trí các sân vận động của UEFA Euro 2028. | LondonCardiffManchesterLiverpoolNewcastleBirminghamGlasgowDublin Vị trí các sân vận động của UEFA Euro 2028. |
| Sức chứa: 52,305        | LondonCardiffManchesterLiverpoolNewcastleBirminghamGlasgowDublin Vị trí các sân vận động của UEFA Euro 2028. | LondonCardiffManchesterLiverpoolNewcastleBirminghamGlasgowDublin Vị trí các sân vận động của UEFA Euro 2028. | LondonCardiffManchesterLiverpoolNewcastleBirminghamGlasgowDublin Vị trí các sân vận động của UEFA Euro 2028. |
|                         | LondonCardiffManchesterLiverpoolNewcastleBirminghamGlasgowDublin Vị trí các sân vận động của UEFA Euro 2028. | LondonCardiffManchesterLiverpoolNewcastleBirminghamGlasgowDublin Vị trí các sân vận động của UEFA Euro 2028. | LondonCardiffManchesterLiverpoolNewcastleBirminghamGlasgowDublin Vị trí các sân vận động của UEFA Euro 2028. |
| Birmingham              | LondonCardiffManchesterLiverpoolNewcastleBirminghamGlasgowDublin Vị trí các sân vận động của UEFA Euro 2028. | LondonCardiffManchesterLiverpoolNewcastleBirminghamGlasgowDublin Vị trí các sân vận động của UEFA Euro 2028. | LondonCardiffManchesterLiverpoolNewcastleBirminghamGlasgowDublin Vị trí các sân vận động của UEFA Euro 2028. |
| Villa Park              | LondonCardiffManchesterLiverpoolNewcastleBirminghamGlasgowDublin Vị trí các sân vận động của UEFA Euro 2028. | LondonCardiffManchesterLiverpoolNewcastleBirminghamGlasgowDublin Vị trí các sân vận động của UEFA Euro 2028. | LondonCardiffManchesterLiverpoolNewcastleBirminghamGlasgowDublin Vị trí các sân vận động của UEFA Euro 2028. |
| Sức chứa: 42,640        | LondonCardiffManchesterLiverpoolNewcastleBirminghamGlasgowDublin Vị trí các sân vận động của UEFA Euro 2028. | LondonCardiffManchesterLiverpoolNewcastleBirminghamGlasgowDublin Vị trí các sân vận động của UEFA Euro 2028. | LondonCardiffManchesterLiverpoolNewcastleBirminghamGlasgowDublin Vị trí các sân vận động của UEFA Euro 2028. |
|                         | LondonCardiffManchesterLiverpoolNewcastleBirminghamGlasgowDublin Vị trí các sân vận động của UEFA Euro 2028. | LondonCardiffManchesterLiverpoolNewcastleBirminghamGlasgowDublin Vị trí các sân vận động của UEFA Euro 2028. | LondonCardiffManchesterLiverpoolNewcastleBirminghamGlasgowDublin Vị trí các sân vận động của UEFA Euro 2028. |
| Cardiff                 | Glasgow | Belfast | Dublin |
| Sân vận động Millennium | Hampden Park                                                                                                 | Casement Park                                                                                                | Sân vận động Aviva                                                                                           |
| Sức chứa: 73,952        | Sức chứa: 52,032                                                                                             | Sức chứa: 30,000                                                                                             | Sức chứa: 51,711                                                                                             |
|                         | | | |

1. 1 2  To be renovated.
2. ↑  New stadium.

## Bản quyền phát sóng

### UEFA
| Quốc gia             | Đài sở hữu      | Ghi chú       |
| -------------------- | --------------- | ------------- |
| Armenia              | Armenia TV      | [ 10 ]        |
| Austria              | ServusTV        | [ 11 ]        |
| Các nước Baltic      | Viaplay         | [ 12 ]        |
| Bỉ                   | RTBF VRT        | [ 13 ] [ 14 ] |
| Bosna và Hercegovina | BHRT            | [ 10 ]        |
| Bulgaria             | Nova            | [ 15 ]        |
| Croatia              | HRT             | [ 16 ]        |
| Síp                  | CyBC            | [ 17 ]        |
| Séc                  | ČT              | [ 18 ]        |
| Đan Mạch             | DR TV 2         | [ 19 ]        |
| Phần Lan             | Yle             | [ 20 ]        |
| Pháp                 | TF1             | [ 21 ]        |
| Gruzia               | GPB             | [ 10 ]        |
| Hy Lạp               | ERT             | [ 22 ]        |
| Hungary              | MTVA            | [ 23 ]        |
| Iceland              | RÚV             | [ 24 ]        |
| Ireland              | RTÉ             | [ 10 ]        |
| Israel               | Charlton        | [ 10 ]        |
| Kosovo               | Artmotion       | [ 25 ]        |
| Malta                | PBS             | [ 10 ]        |
| Moldova              | GMG             | [ 10 ]        |
| Montenegro           | Arena Sport     | [ 10 ]        |
| Bắc Macedonia        | Arena Sport     | [ 10 ]        |
| Na Uy                | NRK TV 2        | [ 26 ]        |
| Ba Lan               | TVP             | [ 27 ]        |
| România              | Pro TV          | [ 28 ]        |
| Serbia               | RTS Arena Sport | [ 10 ] [ 29 ] |
| Slovakia             | Markíza         | [ 30 ] [ 31 ] |
| Thụy Điển            | SVT TV4         | [ 32 ]        |
| Thụy Sĩ              | SRG SSR         | [ 33 ]        |
| Vương quốc Anh       | BBC ITV         | [ 34 ]        |

### Toàn thế giới
| Quốc gia                 | Đài sở hữu                          | Ghi chú              |
| ------------------------ | ----------------------------------- | -------------------- |
| Canada                   | TVA Sports                          | [ 35 ]               |
| Vùng Caribe              | C Sport                             | [ 36 ]               |
| Trung Quốc               | iQIYI                               | [ 10 ]               |
| Indonesia                | MNC Media                           | [ 37 ]               |
| New Zealand              | TVNZ                                | [ 38 ]               |
| Quần đảo Thái Bình Dương | Digicel                             | [ 10 ]               |
| Nam Á                    | Sony Sports Network                 | [ 39 ]               |
| Nam Mỹ                   | ESPN                                | [ 10 ]               |
| Hàn Quốc                 | CJ ENM                              | [ 10 ]               |
| Châu Phi hạ Sahara       | New World TV SuperSports            | [ 40 ]               |
| Mexico                   | TUDN, Izzi, Sky Sports              | [ 10 ]               |
| Hoa Kỳ                   | Fox Sports FuboTV TelevisaUnivision | [ 41 ] [ 42 ] [ 43 ] |

## Nhà tài trợ
Chính thức đối tác tài trợ
- Addias
- Atos
- Carlsberg
- Hisense
- Visit Qatar